# Миронівське водосховище
Миро́нівське водосхо́вище — водосховище на річці Лугань (басейн річки Сіверський Донець) в Бахмутському районі Донецької області, Україна. На березі розташоване селише Миронівський, селище Луганське, село Воздвиженка, село Миронівка. За призначенням, водосховище — ставок-охолоджувач Миронівської ТЕС.

## Історія

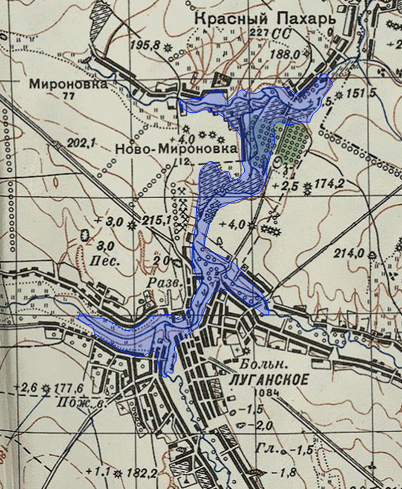
Ділянка затоплення Миронівським водосховищем селища Луганське в 1949—1953 рр. Створено співставленням топографічної карти РККА 1940 року та карти Генштабу 1991 року

Миронівське водосховище було створено з метою охолодження Миронівської ТЕС, будівництво якої було розпочато 1949 р. Перший енергоблок було запущено в експлуатацію 1953 р.
Під час будівництва водосховища Миронівської ТЕС на гирлі річки Лугань в період з 1949 по 1953 рік було затоплено частину селища Луганське, частину домівок знесено через будівництво гідротехнічної споруди (каналу), а людей переселено. Також були затоплені фруктові сади створені поміщиком Георгія Смекалова, а також його маєток (Єлизаветівка), на базі якого в 1926 році був створений сільскогосподарський технікум

### Період 2014—2022 років
Влітку 2014 року одна з дамб водосховища біля с. Красний Пахар (Воздвиженка) була замінована бойовиками так званої ДНР

## Характеристики водойми
Площа водного дзеркала становить 4,76 км². Повний об'єм становить 20,5 м³, корисний — 12,8 м³.
На північно-східному березі водосховища розташована територія Миронівської ТЕС, яка використовує водосховище як водойму-охолоджувач. Гаряча вода, після охолодження турбин та інших агрегатів ТЕС по спеціальному каналу протяжністю приблизно 4 км, який йде вздовж східного берега водосховища та огинає селище Миронівський потрапляє в водойму яка відгорожена дамбою від основної площі водойми (так. звана «тепла частина» водосховища). Далі, вода з цієї частини водосховиша по каналу, який огинає селище Луганське, ще 1.5 км йде вже до основної водойми водосховища в південно-західну частину водосховища. Канал на своєму протязі має декілька шлюзів, які виконують регуляцію рівня води, а також місць-переливів, яким можна скоротити шлях проходження води до основної водойми.
В північній частині водойми існує гребля з шлюзом, яка безпосередньо перегороджує гирло річки Лугань, в південно-східні частині водойми, існує дамба, яка відмежовує частину водосховища. В південно-західній частині, водосховище межує с греблею Вуглегірського водосховища.
На південь від Миронівської ТЕС, на східному березі водойми, розташовується територія Миронівського рибного господарства з власними водоймами розплідниками.
Загальний огляд більшої частини водосховища та сполучних з ним каналів можна побачити на відео — Мироновское водохранилище (пгт. Мироновский 25.08.2021.)

## Екологія
Зброс надлишку води з водосховища, часто призводив до підтоплення населених пунктів далі по течії річки Лугань, таких як — Калиново, Первомайск, Луганськ.
В травні 2011 року у водоймі стався масовий мор риби, можливо пов'язаний з несанкціонованим викидом хімічних речовим з Миронівської ТЕС у водойму.

## Дозвілля
Водойма відома серед рибалок та є об'єктом рекреації серед місцевого населення (пляжі, місця відпочинку) та відома як об'єкт туризму.

## Нещасні випадки
22 лютого 2022 року водолазами ДСНС у водосховищі знайдено тіла 2 чоловіків (обидва 1953 р.н.) які потонули під час зимової риболовлі 21 лютого.